# 相内沙英
相内 沙英（あいうち さえ、7月15日 - ）は、日本の女性声優。埼玉県出身。

## 経歴
小さい頃から、アニメと歌が好きで、水樹奈々、平野綾のような声優アーティストを知ったのがきっかけで声優を目指した。
現役高校生時に日本テレビ放送の深夜アニメ『帰宅部活動記録』で大萩牡丹役としてデビュー。
日本ナレーション演技研究所を経て、2015年にアーツビジョンへ入所。2016年にアーツビジョンを退所。

## 人物
音楽が好き。「お風呂に入る時や寝る時も聴いていますし、カラオケにもよく行きます」「私にはできないことができる人に憧れます｡最近はベースの演奏がカッコいいなって思っていて､演奏動画をよく観ていますし､自分でも弾いてみたいです」とインタビューに答えている。空手道段位初段を保有。中学時代にはソフトボール部でキャッチャーをやっていた。礼儀のない人が苦手。
趣味・特技は音楽、絵、オムライス作り、変顔。

## 出演
太字はメインキャラクター。

### テレビアニメ
- 帰宅部活動記録（2013年、大萩牡丹[6]）
- ノブナガン（2014年、柳沼、八木沼）
- にゃ〜めん（2014年、いえけい）
- 名探偵コナン（2015年、女子生徒A、アナウンサー）

### Webアニメ
- ひかり〜刈谷をつなぐ物語〜（2016年、季乃[7]）

### ゲーム
2014年
- 激突！ブレイク学園（侠気 えいる、白雪 林檎）

2015年
- ブレイブソード×ブレイズソウル
- ミリ姫大戦 〜Militärische Mädchen〜（シモンズ）
- ロイヤルフラッシュヒーローズ（アルシア）

2016年
- 姫王と最後の騎士団（トゥーラ）
- 真空管ドールズ（ソフィア）

2018年
- SHOW BY ROCK!!（チッティ）

2021年
- SHOW BY ROCK!! Fes A Live（チッティ）

### ドラマCD
- 落ちてきた龍王と滅びゆく魔女の国（2015年、クゥ・クゥネリアス・ハインドラ[16]）

### ラジオ
※はインターネット配信。
- たった一度の本番を棒に振るラジオ（2013年6月27日 - 10月10日、音泉※・HiBiKi Radio Station※）

## ディスコグラフィ

### キャラクターソング
| 発売日         | 商品名                                                         | 歌 | 楽曲                                                          | 備考                                             |
| -------------- | -------------------------------------------------------------- | --- | ------------------------------------------------------------- | ------------------------------------------------ |
| 2013年9月18日  | 帰宅部活動記録 キャラソン&サントラ集 帰宅部@音楽室♪            | 大萩牡丹（相内沙英）、あざらし（M・A・O）                                                                        | 「花火」                                                      | テレビアニメ『帰宅部活動記録』エンディングテーマ |
| 2013年9月18日  | 帰宅部活動記録 キャラソン&サントラ集 帰宅部@音楽室♪            | 道明寺桜（小林美晴）、大萩牡丹（相内沙英）、九重クレア（千本木彩花）                                             | 「ベスト・フレンズ」                                          | テレビアニメ『帰宅部活動記録』エンディングテーマ |
| 2013年9月18日  | 帰宅部活動記録 キャラソン&サントラ集 帰宅部@音楽室♪            | 安藤夏希（木戸衣吹）、塔野花梨（結名美月）、道明寺桜（小林美晴）、大萩牡丹（相内沙英）、九重クレア（千本木彩花） | 「ワクワクDAYS☆〜帰宅部全員ver.〜（TVサイズ）」               | テレビアニメ『帰宅部活動記録』エンディングテーマ |
| 2015年11月18日 | TVアニメ『モンスター娘のいる日常』オリジナル・サウンドトラック | ANM48 | 「エブリデイけもみみ」 「狩りたかった」                       | テレビアニメ『モンスター娘のいる日常』挿入歌     |
| 2016年2月17日  | カケヒキモード/イノセントチューン                              | すたっどばんぎゃっしゅ［チッティ（相内沙英）］                                                                   | 「カケヒキモード」 「イノセントチューン」                     | ゲーム『SHOW BY ROCK!!』関連曲                   |
| 2016年7月13日  | SHOW BY ROCK!! BEST Vol.2                                      | すたっどばんぎゃっしゅ［チッティ（相内沙英）］                                                                   | 「ローテンションボーイ」                                      | ゲーム『SHOW BY ROCK!!』関連曲                   |
| 2019年12月18日 | SHOW BY ROCK!! BEST Vol.3                                      | すたっどばんぎゃっしゅ［チッティ（相内沙英）］                                                                   | 「線幸花火」 「IDENTITY」 「CLOUD9」 「ミスター・キャンディ」 | ゲーム『SHOW BY ROCK!!』関連曲                   |
| 2022年3月25日  | LOVENCOURAGE                                                   | すたっどばんぎゃっしゅ［チッティ（相内沙英）］                                                                   | 「LOVENCOURAGE」                                              | ゲーム『SHOW BY ROCK!! Fes A Live』関連曲        |